# Chendamangalam

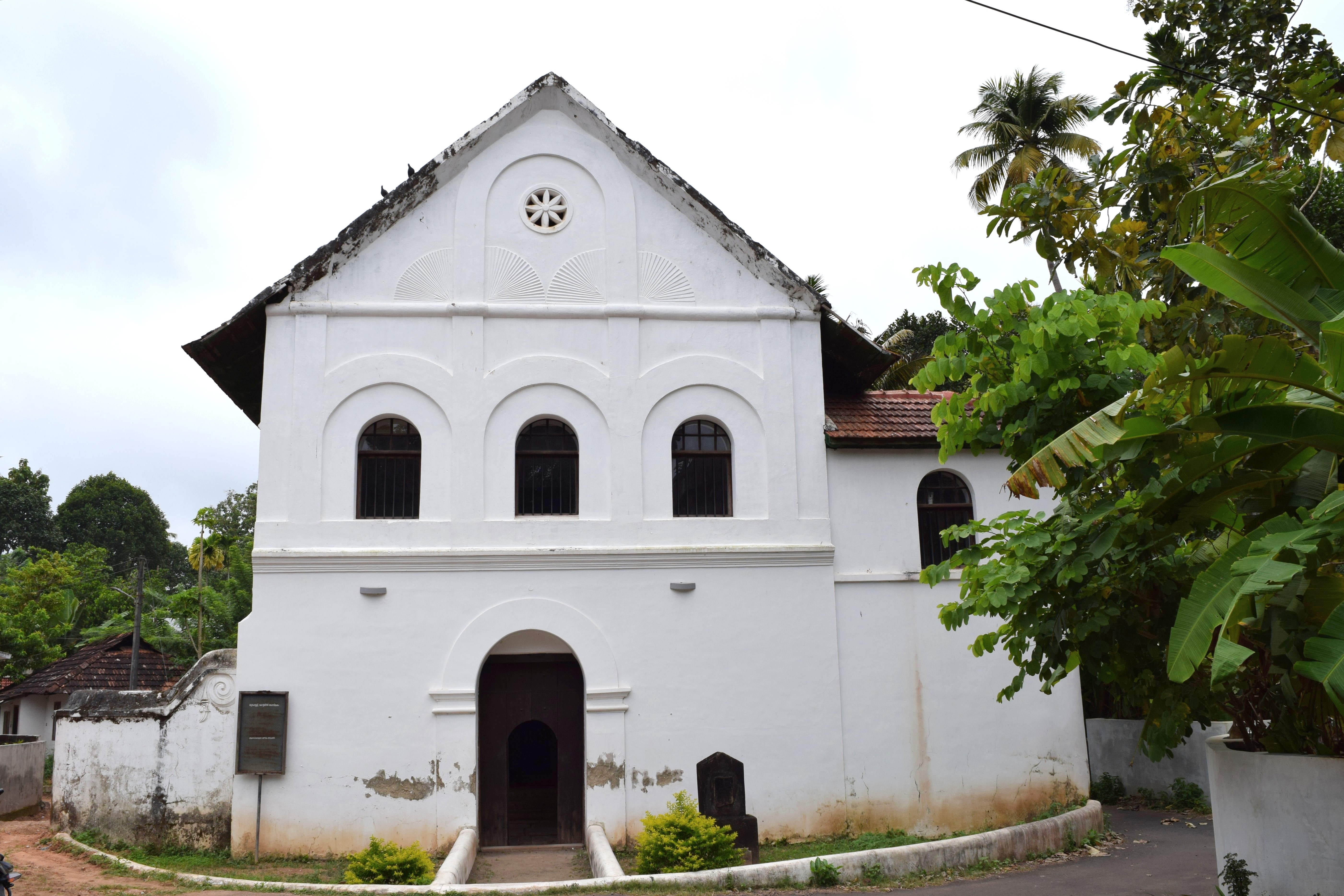
Chendamangalam Synagogue

Chendamangalam là một thị trấn thống kê (census town) của quận Ernakulam thuộc bang Kerala, Ấn Độ.

## Nhân khẩu
Theo điều tra dân số năm 2001 của Ấn Độ, Chendamangalam có dân số 28.133 người. Phái nam chiếm 48% tổng số dân và phái nữ chiếm 52%. Chendamangalam có tỷ lệ 86% biết đọc biết viết, cao hơn tỷ lệ trung bình toàn quốc là 59,5%: tỷ lệ cho phái nam là 87%, và tỷ lệ cho phái nữ là 85%. Tại Chendamangalam, 10% dân số nhỏ hơn 6 tuổi.